# Kristijan Kahlina
Kristijan Kahlina (Zágráb, 1992. július 24. –) horvát korosztályos válogatott labdarúgó, az amerikai Charlotte kapusa.

## Pályafutása

### Klubcsapatokban
Kahlina a horvát fővárosban, Zágrábban született. Az ifjúsági pályafutását 2003-ban a helyi Dinamo Zagreb akadémiájánál kezdte.
2011-ben mutatkozott be a Dinamo Zagreb felnőtt csapatában, ám egyszer sem lépett pályára a klub színeiben. 2011-től alacsonyabb ligákban szereplő kluboknál teljesített, játszott például a Vinogradar és a Lučko csapatában is. A 2015–16-os szezonban a szlovén első osztályban érdekelt Kopernél szerepelt.
2016-ban a Goricához igazolt. Először 2017. június 4-én, Cibalia ellen 2–0-ra elvesztett mérkőzésen lépett pályára. A 2020–21-es szezon második felében kölcsönben a bolgár Ludogorec Razgrad csapatát erősítette, amellyel meg is szerezte az első osztály bajnoki címet. 2021 júliusában a lehetőséggel élve a bolgár klubhoz szerződött.
2022. január 1-jén három éves szerződést kötött az újonnan alakult, amerikai Charlotte együttesével. 2022. február 27-én, a DC Uninted ellen 3–0-ra elvesztett ligamérkőzésen debütált.

### A válogatottban
Kahlina 2009-ben egy mérkőzés erejéig tagja volt a horvát U19-es válogatottnak.

## Statisztikák
2022. szeptember 18. szerint
| Klub                           | Szezon   | Osztály    | Bajnokság | Bajnokság | Kupa  | Kupa | Nemzetközi | Nemzetközi | Összesen | Összesen |
| Klub                           | Szezon   | Osztály    | Meccs     | Gól       | Meccs | Gól  | Meccs      | Gól        | Meccs    | Gól      |
| ------------------------------ | -------- | ---------- | --------- | --------- | ----- | ---- | ---------- | ---------- | -------- | -------- |
| Koper                          | 2015–16  | Prva Liga  | 11        | 0         | 0     | 0    | —          | —          | 11       | 0        |
| Gorica                         | 2016–17  | 1. HNL     | 2         | 0         | 0     | 0    | —          | —          | 2        | 0        |
| Gorica                         | 2017–18  | 1. HNL     | 36        | 0         | 0     | 0    | —          | —          | 36       | 0        |
| Gorica                         | 2018–19  | 1. HNL     | 36        | 0         | 0     | 0    | —          | —          | 36       | 0        |
| Gorica                         | 2019–20  | 1. HNL     | 14        | 0         | 1     | 0    | —          | —          | 15       | 0        |
| Gorica                         | Összesen | Összesen   | 88        | 0         | 1     | 0    | 0          | 0          | 89       | 0        |
| Ludogorec Razgrad (kölcsönben) | 2020–21  | Parva Liga | 9         | 0         | 3     | 0    | —          | —          | 12       | 0        |
| Ludogorec Razgrad              | 2021–22  | Parva Liga | 10        | 0         | 2     | 0    | 12         | 0          | 24       | 0        |
| Ludogorec Razgrad              | Összesen | Összesen   | 19        | 0         | 5     | 0    | 12         | 0          | 36       | 0        |
| Charlotte                      | 2022     | MLS        | 31        | 0         | 1     | 0    | —          | —          | 32       | 0        |
| Összesen                       | Összesen | Összesen   | 149       | 0         | 7     | 0    | 12         | 0          | 168      | 0        |

## Sikerei, díjai
Ludogorec Razgrad
- Parva Liga
  - Bajnok (1): 2020–21